# ماریا کوله
ماریا کوله (انگلیسی: Maria Kulle؛ زادهٔ ۲۶ آوریل ۱۹۶۰) هنرپیشه اهل سوئد است. وی از سال ۱۹۸۸ میلادی تاکنون مشغول فعالیت بوده‌است.
از فیلم‌هایی که وی در آن نقش داشته‌است، می‌توان به لحظه‌های به یادماندنی اشاره کرد.